# Catherine Beauvais
Catherine Beauvais (née le 11 janvier 1965 à Argenteuil) est une athlète française, spécialiste du lancer du disque. 

## Biographie
Elle remporte deux titres de championne de France du lancer du disque : en 1983 et 1984. Elle améliore à deux reprises le record de France en le portant à 56,48 m puis à 57,50 m en 1983.
Elle remporte la médaille d'argent aux Jeux méditerranéens de 1983 et aux Jeux de la Francophonie de 1989.

### Palmarès
- Championnats de France d'athlétisme :
  - 2 fois vainqueur du lancer du disque en 1983 et 1984

### Records
| Épreuve          | Performance | Lieu | Date |
| ---------------- | ----------- | ---- | ---- |
| Lancer du disque | 57,50 m     |      | 1983 |